# Улица Стара-Загора
У́лица Ста́ра Заго́ра расположена в Промышленном, Советском и Кировском районах Самары.
Начинается от улицы Санфировой, пересекается с улицами Гастелло, 22 Партсъезда, Ново-Вокзальной, Воронежской, проспектом Кирова, улицами Георгия Димитрова и Ташкентской. Заканчивается пересечением с Алма-Атинской улицей.

## Инфраструктура
Участок между улицами Советской Армии и 22 Партсъезда занимает парк имени Юрия Гагарина. На пересечении с улицей 22 Партсъезда находится Самарская соборная мечеть. В пешеходной зоне находится небольшая площадь Алексея Росовского с памятным камнем в его честь.
На значительном протяжении улицы Стара Загоры пролегает широкий бульвар с деревьями, ухоженными клумбами и газонами, пешеходными дорожками. Есть несколько фонтанов. Рядом с бульваром, на пересечении с улицей Ново-Вокзальной расположен кленовый колок (уголок живого леса), состоящий в основном из клёна остролистного; в 2014 году он был лишён статуса памятника природы, в 2019 году получил название «Штутгарт-аллея».
В 2017 году проводилась реконструкция бульвара, была уложена новая плитка, восстановлена старая мозаика. Здание бывшего кинотеатра «Шипка» капитально перестроено, однако частично сохранён облик фасада и фонтан перед ним.

## Этимология годонима
- С 1920-х гг. до 1965 г. — Памирская улица;
- С 1965 г. — улица Стара Загора, астиогодоним[4].

Современное название улица получила в честь болгарского города Стара Загора — побратима Самары. В память об этом установлен барельеф «Крепость Шипка».
Заведения на улице имели «болгарские» названия: бывший кинотеатр «Шипка», магазины «Мартеница», «Сладкиши», «Младост», «Загорка».
Позже, на месте магазина «Младост» расположился супермаркет «Магнит», была утрачена старая вывеска с буквами «Младост».

## Здания и сооружения
Чётная сторона
- № 54 — Самарская соборная мечеть
- № 56 — торговый центр «Enter»
- № 58 — бывший кинотеатр «Шипка», перестроен в фитнес-центр с бассейном. Фонтан. Площадь Алексея Росовского
- № 70 — городская клиническая поликлиника № 15, детское отделение
- № 76 — Самарский филиал Московского городского педагогического университета
- № 96 — Самарский муниципальный институт управления
- № 142г — ресторан быстрого питания («Макдоналдс» → «Вкусно и точка»)
- № 202ж — православный приход в честь трёх Святителей

Нечётная сторона
- № 25 — торговый центр «Гагаринский»
- № 27 — торгово-офисный центр «Информатика»
- № 59/1 — торговый центр «Старозагорский»
- № 117 — магазин «Мартеница»
- № 133 — магазин «Сладкиши»
- № 141 — торговый центр (бывший магазин «Энергия»)
- № 143а корпус 1 — гостиничный комплекс «Стара Загора»
- № 143а — универсально-спортивный комплекс ЦСК ВВС «Стара-Загора» и теннисный корт
- № 167 корпус 1 — торговый центр «Старозагорский на кольцевой»
- № 271а — часовня в честь святой равноапостольной царицы Елены

Утраченные сооружения
- кинотеатр «Самара» в сквере на углу улиц Стара-Загора и Георгия Димитрова — здание снесено в 2008 году[8]. На его месте построен торговый центр «Грин Парк» (юридический адрес по улице Георгия Димитрова).
- № 202 — двухэтажный торговый центр «Колизей»: строился с 1982 года по проекту местных архитекторов А. Н. Герасимова и Л. С. Печенкиной как крытый рынок Кировского района, открыт как торговый центр 15 ноября 1994 года, снесён в 2022 году[9][10][11][12].

## Парки и скверы
- Парк имени Юрия Гагарина
- Штутгарт-аллея (кленовый колок) на пересечении с ул. Ново-Вокзальной
- «Болгарский» сквер (возле дома № 143)
- Парк «Воронежские озёра»
- Дубовый колок (недалеко от пересечения с ул. Г. Димитрова)
- Лесопарк имени 60-летия Советской власти (между ул. Ташкентской и Алма-Атинской).

## Почтовые индексы
443090: 50, 52

443091: Нечётные: 175—209, Нечётные: 229—257 

443106: Нечётные: 267—287

443106 Нечётные: 293—307 

443087: Чётные: 114—126, Нечётные: 139—167

443114: Чётные: 128—170 

443095: Чётные: 172—232 

443081: 54-92, Нечётные: 27-137 

443084: Чётные: 96-110

## Транспорт
На участке улицы от ул. Советской Армии до ул. Алма-Атинской проходят маршруты общественного транспорта: 
- Троллейбусы: 13, 17, 18, 19, 20;
- Автобусы: 6, 23, 37, 38, 41, 47, 51, 56, 70;
- Маршрутные такси: 89, 213, 226, 396, 397.

Трамвайные пути пересекают ул. Стара Загоры на пересечениях с ул. Ново-Вокзальной, ул. Ташкентской.
Дорожные развязки на пересечениях с ул. XXII Партсъезда и проспектом Кирова представляют собой круговой перекрёсток.